# 제인 말리크
제인 말리크(Zayn Malik, 1993년 1월 12일 ~ )는 잉글랜드의 가수로, 원 디렉션의 전 일원이다.
현재는 솔로 가수로 활동하고 있다.

## 음반 목록

### 솔로 음반
- Mind of Mine (2016)
- Icarus Falls (2018)

### 원 디렉션
- Up All Night (2011)
- Take Me Home (2012)
- Midnight Memories (2013)
- Four (2014)